# Heliconius ottonis
Heliconius ottonis är en fjärilsart som beskrevs av Riffarth 1900. Heliconius ottonis ingår i släktet Heliconius och familjen praktfjärilar. Inga underarter finns listade i Catalogue of Life.